# Pod njenim oknom
Pod njenim oknom je slovenski dramsko-romantični film iz leta 2003 v režiji Metoda Pevca. Film je bil izbran za slovenski predlog za najboljši tujejezični film na 77. izboru oskarjev, vendar ni prišel v ožji izbor. Glavno vlogo je odigrala Polona Juh.

## Igralci
- Polona Juh - Duša
- Marijana Brecelj - mati Vanda
- Saša Tabaković - Jasha
- Robert Prebil - Boris
- Zlatko Šugman - dedek
- Jožica Avbelj - Joži
- Andrej Nahtigal - Mirko
- Primož Petkovšek - Tone
- Tijana Zinajić - Meta
- Lotos Vincenc Šparovec - astrolog